# Medford (Oregon)
Medford is een plaats (city) in de Amerikaanse staat Oregon, en valt bestuurlijk gezien onder Jackson County.

## Demografie
Bij de volkstelling in 2000 werd het aantal inwoners vastgesteld op 63.154. In 2006 is het aantal inwoners door het United States Census Bureau geschat op 71.168, een stijging van 8014 (12,7%).

## Geografie
Volgens het United States Census Bureau beslaat de plaats een oppervlakte van 56,2 km², geheel bestaande uit land.

## Vervoer
Medford wordt doorsneden door de Interstate 5 freeway.
In Medford bevindt zich ook de luchthaven Rogue Valley International - Medford Airport.

## Geboren in Medford
- Lisa Rinna (11 juli 1963), actrice
- Jason James Richter (29 januari 1980), acteur

## Plaatsen in de nabije omgeving
De onderstaande figuur toont nabijgelegen plaatsen in een straal van 12 km rond Medford.